# غوفرية
غوفرية أو غَوْفر (الاسم العلمي:Geomyidae) هي فصيلة من الحيوانات تتبع رتبة القوارض من طائفة الثدييات.

## أسر
- غوفراويات (الاسم العلمي:Geomyinae)